# 山本員裕
山本 員裕（やまもと かずひろ、1952年9月27日 - ）は、日本の実業家。インフォコム株式会社代表取締役社長や、帝人株式会社代表取締役副社長最高財務責任者を務めた。

## 人物・経歴
福井県出身。1975年神戸大学法学部卒業、帝人入社。2008年インフォコム取締役。2010年インフォコム専務取締役。2011年インフォコム代表取締役社長、帝人グループ執行役員。2014年帝人グループ常務執行役員CFO（グループ財務責任者）。2015年帝人取締役常務執行役員CFO（グループ財務責任者）。2016年帝人取締役専務執行役員CFO（グループ財務責任者）。2017年帝人代表取締役副社長執行役員CFO（グループ財務責任者）経理・財務管掌兼情報戦略管掌。2020年帝人取締役。愛読書は宮城谷昌光の歴史小説。